# Nossa Senhora do Pópulo
Nossa Senhora do Pópulo war eine Gemeinde (Freguesia) im portugiesischen Kreis Caldas da Rainha. In ihr leben 16.201 Einwohner (Stand 30. Juni 2011).

## Geschichte
Die Gemeinde wurde Ende des 15. Jahrhunderts auf Initiative der Königin Eleonore von Portugal gegründet. Im weiteren Verlauf entwickelte sich die heutige Stadt Caldas da Rainha (port.: Königinnenbad oder Thermalbäder der Königin).
Die Gemeinde stellte, zusammen mit Santo Onofre, die eigentliche Stadtgemeinde von Caldas da Rainha dar. Mit der Gebietsreform zur Kommunalwahl im Herbst 2013 wurde sie mit den bisherigen Gemeinden Coto und São Gregório zur neuen Gemeinde União das Freguesias de Caldas da Rainha - Nossa Senhora do Pópulo, Coto e São Gregório zusammengefasst. Nossa Senhora do Pópulo wurde Sitz der neuen Gemeinde.

## Kultur und Sehenswürdigkeiten
Zu den Baudenkmälern der Gemeinde gehören:
- Hospital Termal, eines der ältesten, noch funktionierenden Krankenhäuser der Welt
- Igreja de Nossa Senhora do Pópulo
- Igreja de S. Sebastião
- Igreja do Espírito Santo

In der Gemeinde liegen einige der wichtigsten Museen des Kreises Caldas da Rainha:
- Museu José Malhoa, Kunstmuseum
- Museu João Fragoso, Kunstmuseum
- Museu-Atelier António Duarte
- Museu da Cerâmica, Keramikmuseum
- Centro de Artes, Kunstzentrum

Das Kultur- und Veranstaltungszentrum Centro Cultural e de Congressos de Caldas da Rainha liegt ebenfalls im Gemeindegebiet.

## Galerie

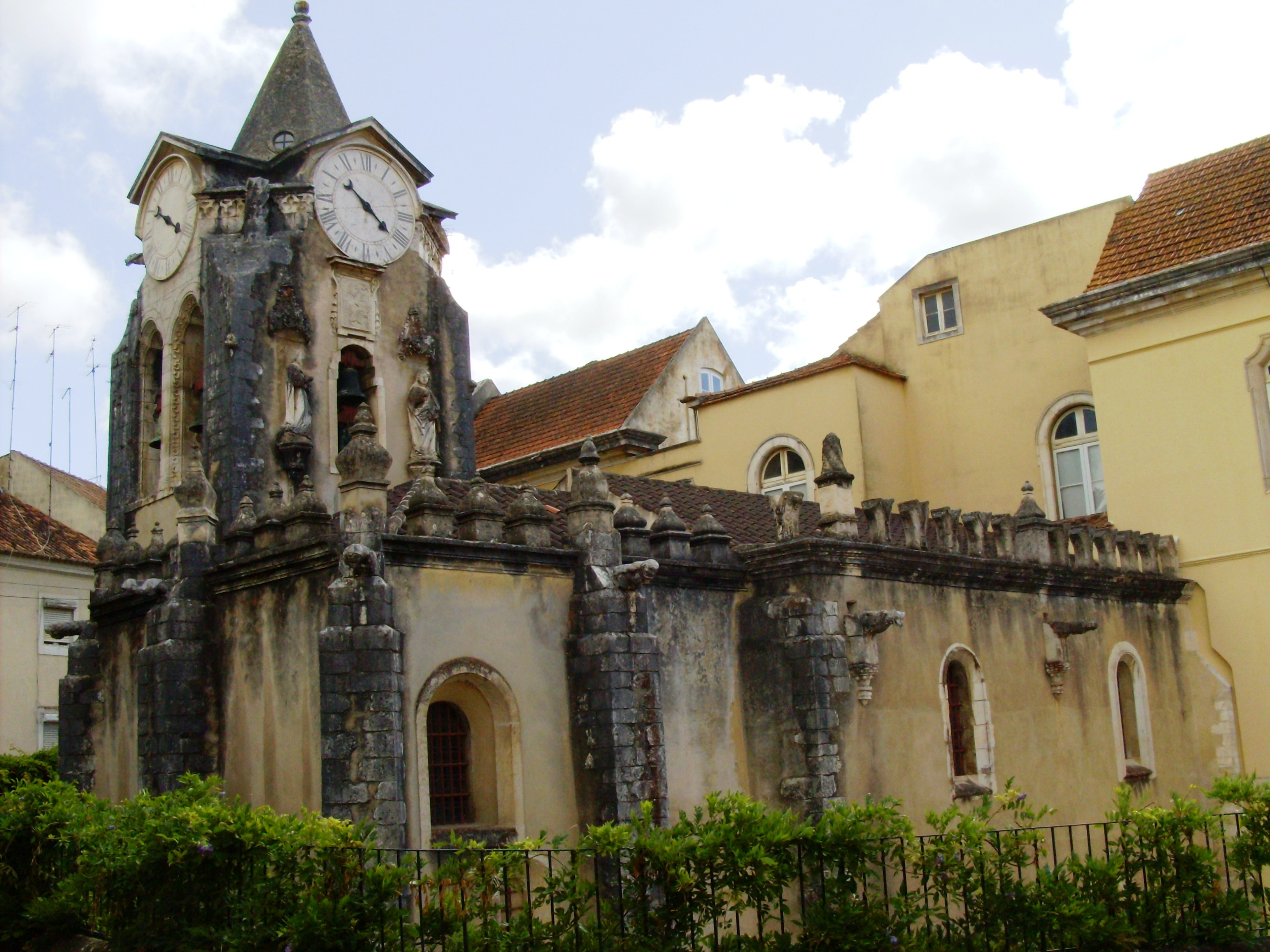
Die  Igreja de Nossa Senhora do Pópulo
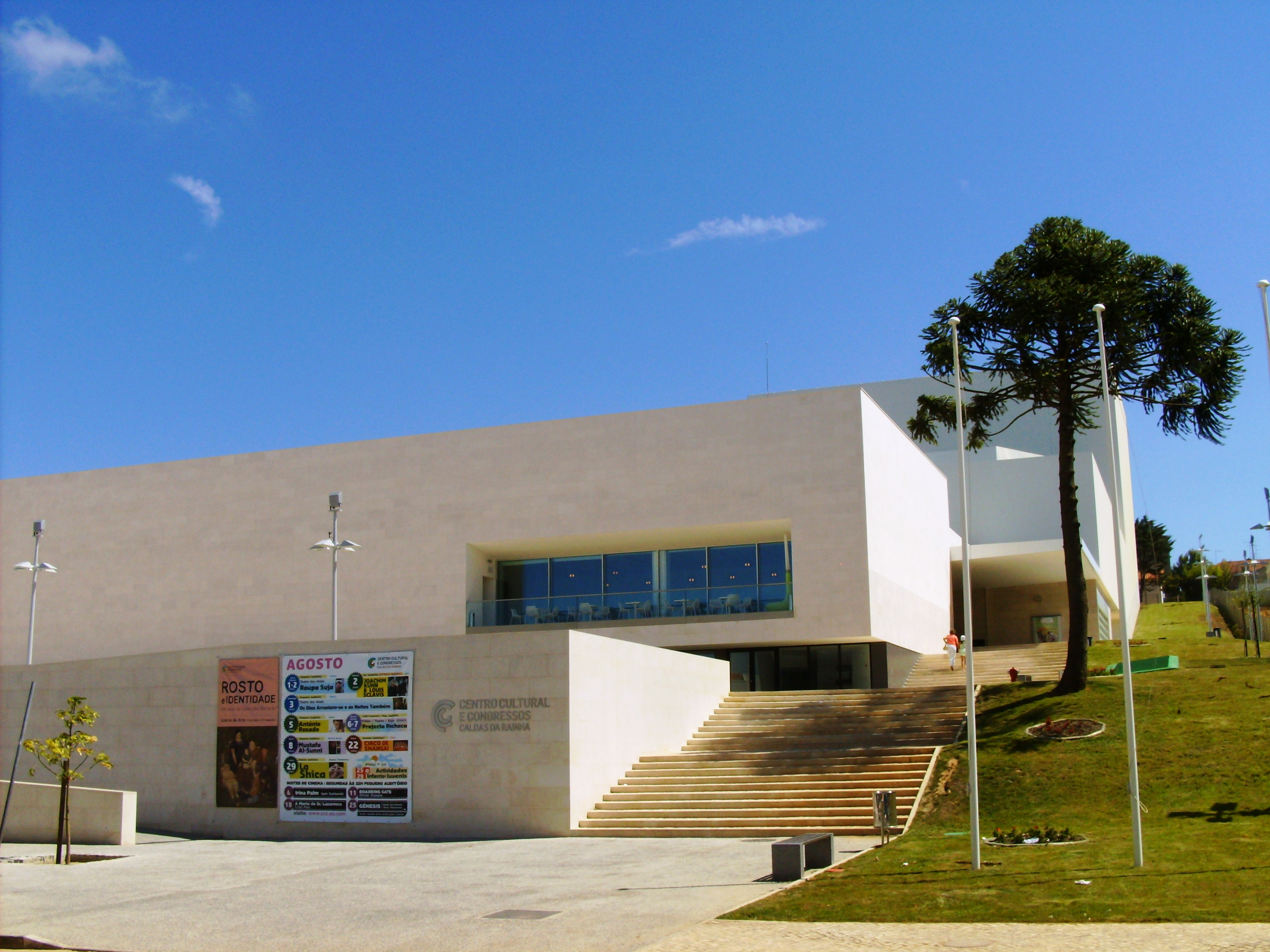
Das Centro Cultural e de Congressos de Caldas da Rainha (CCC Caldas)
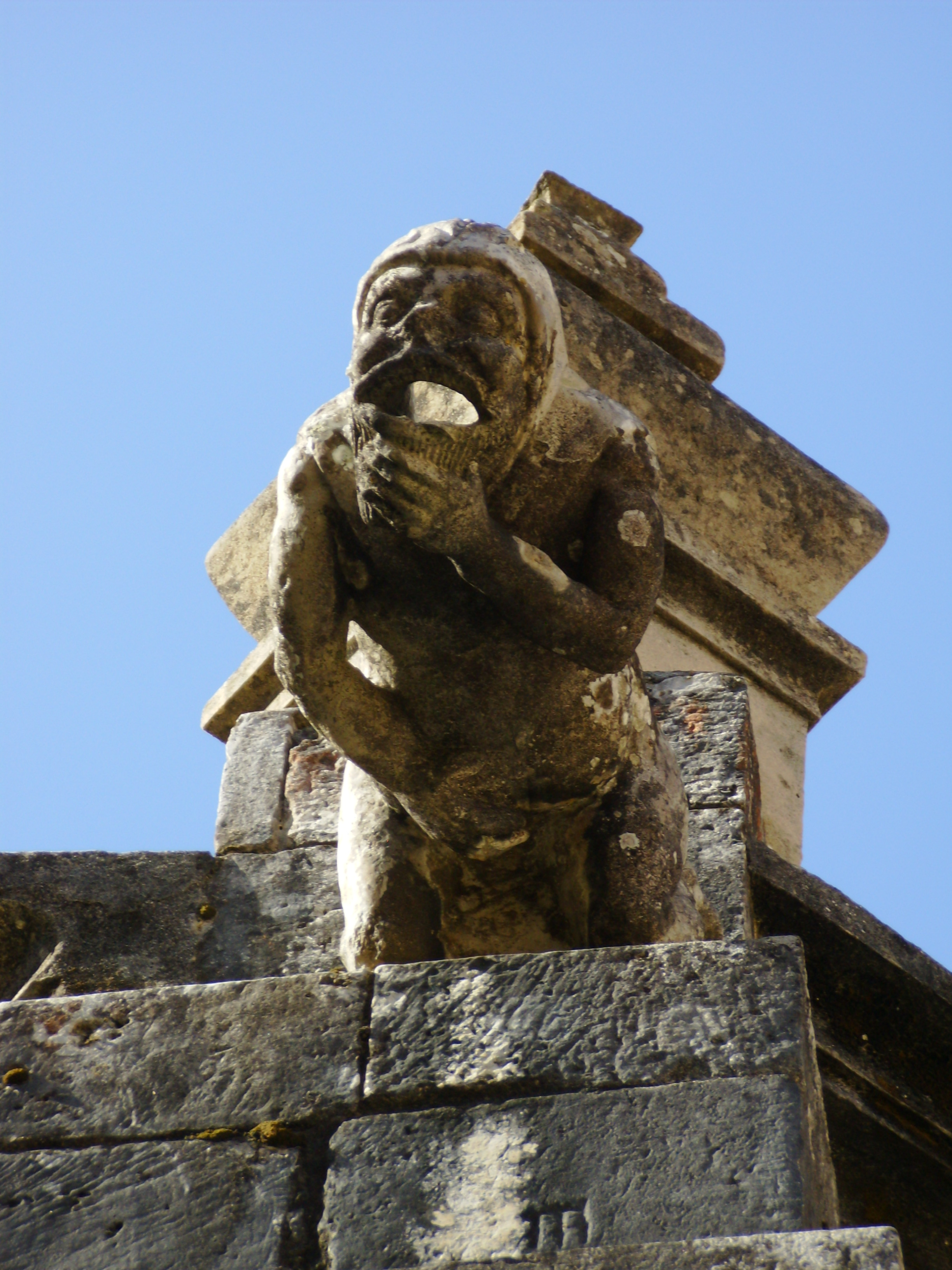
Eine der Figuren an der  Igreja de Nossa Senhora do Pópulo
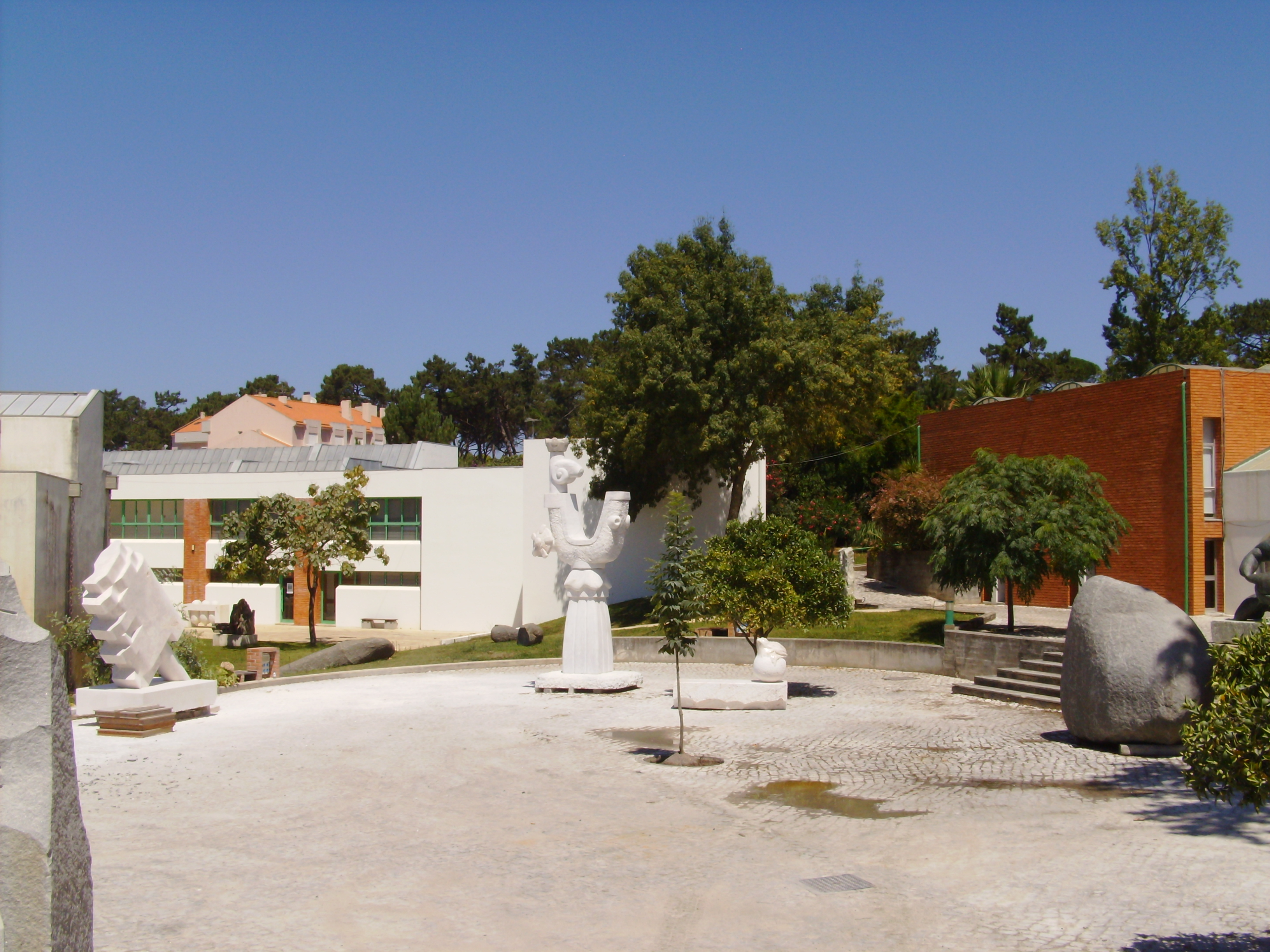
Im Kulturpark Centro de Artes
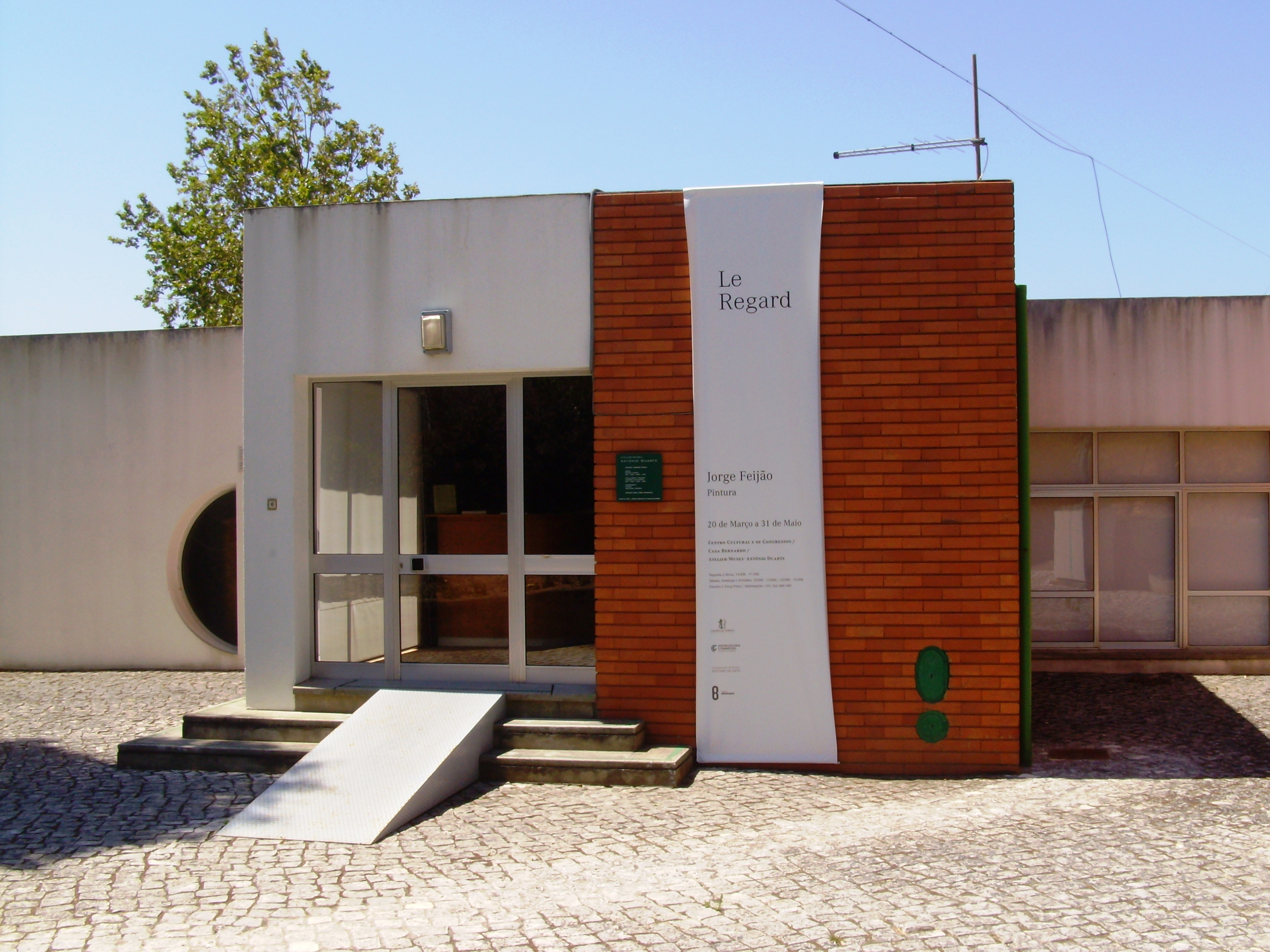
Das Museu-Atelier António Duarte
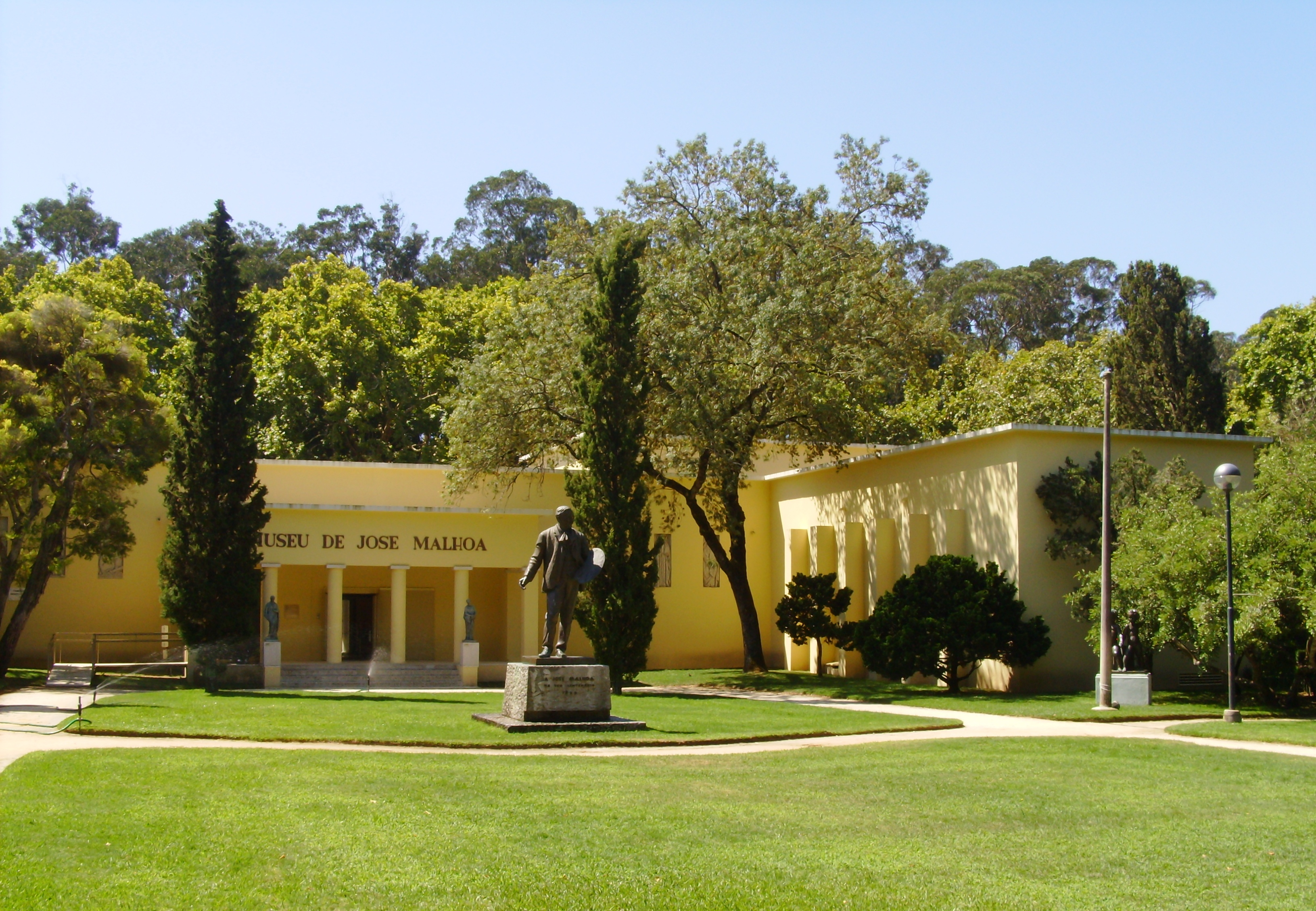
Das Museu José Malhoa im Park Parque D.Carlos
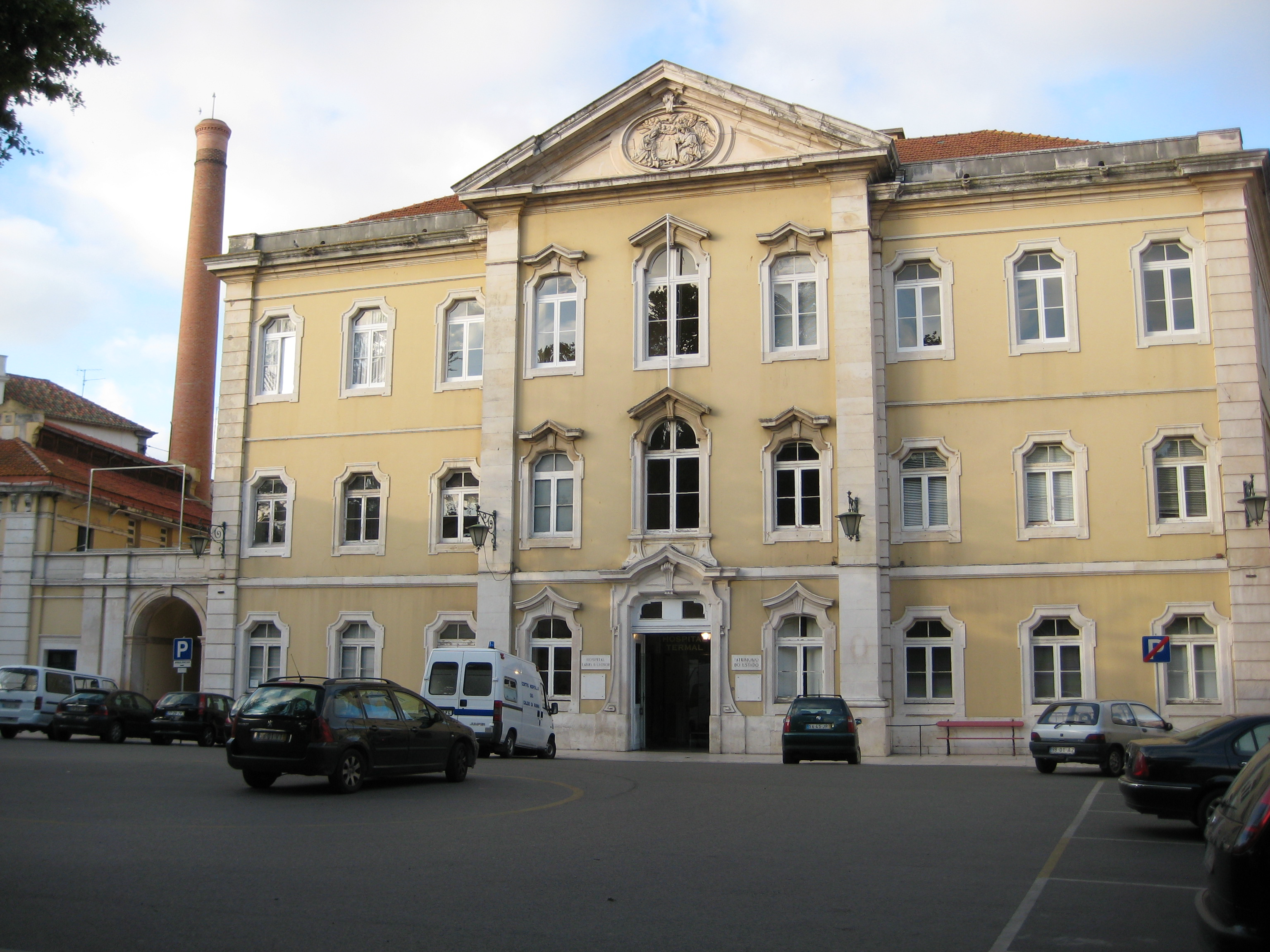
Das Hospital Termal Caldas da Rainha
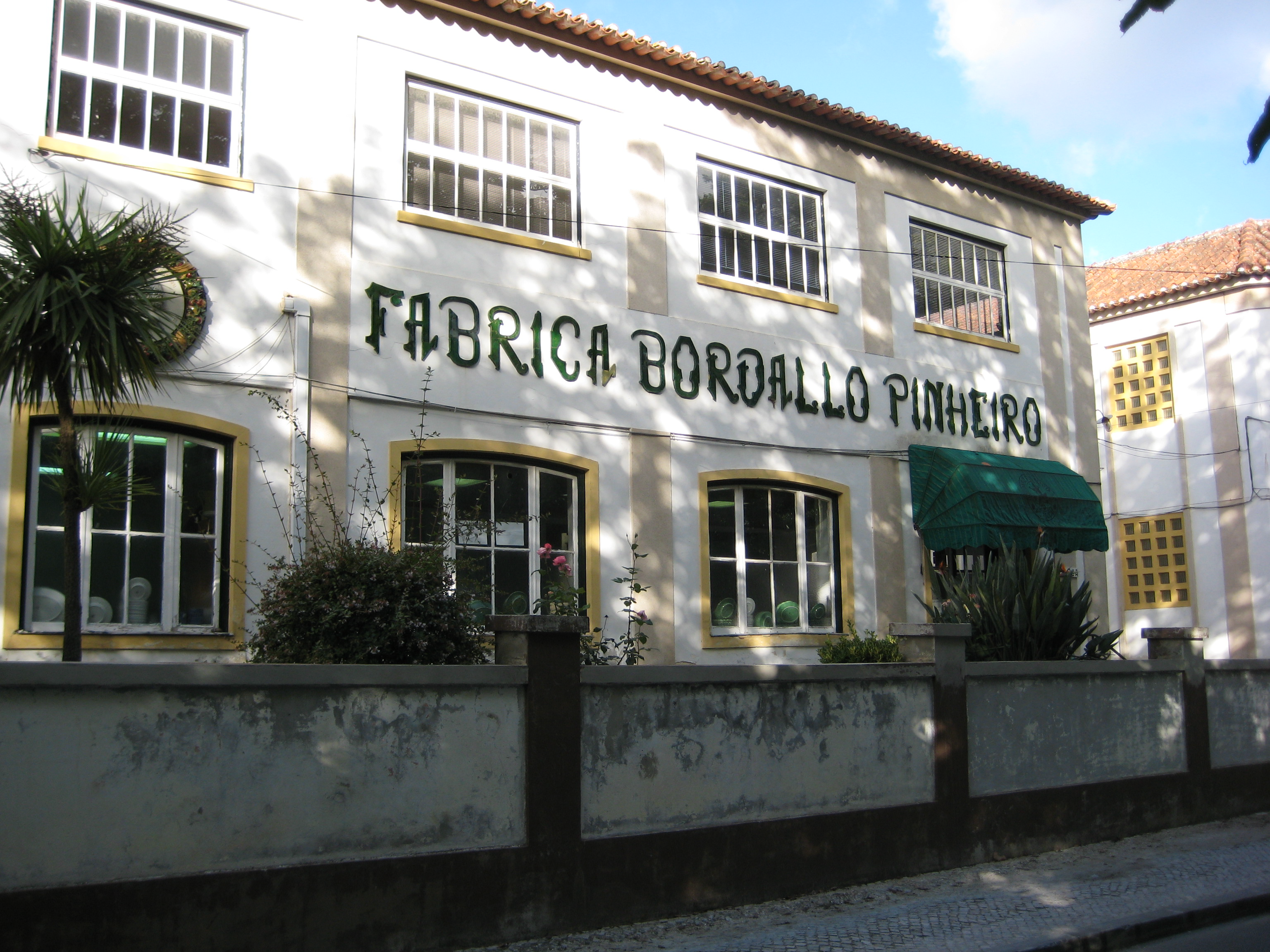
An der historischen Keramikfabrik Fábrica Bordallo Pinheiro
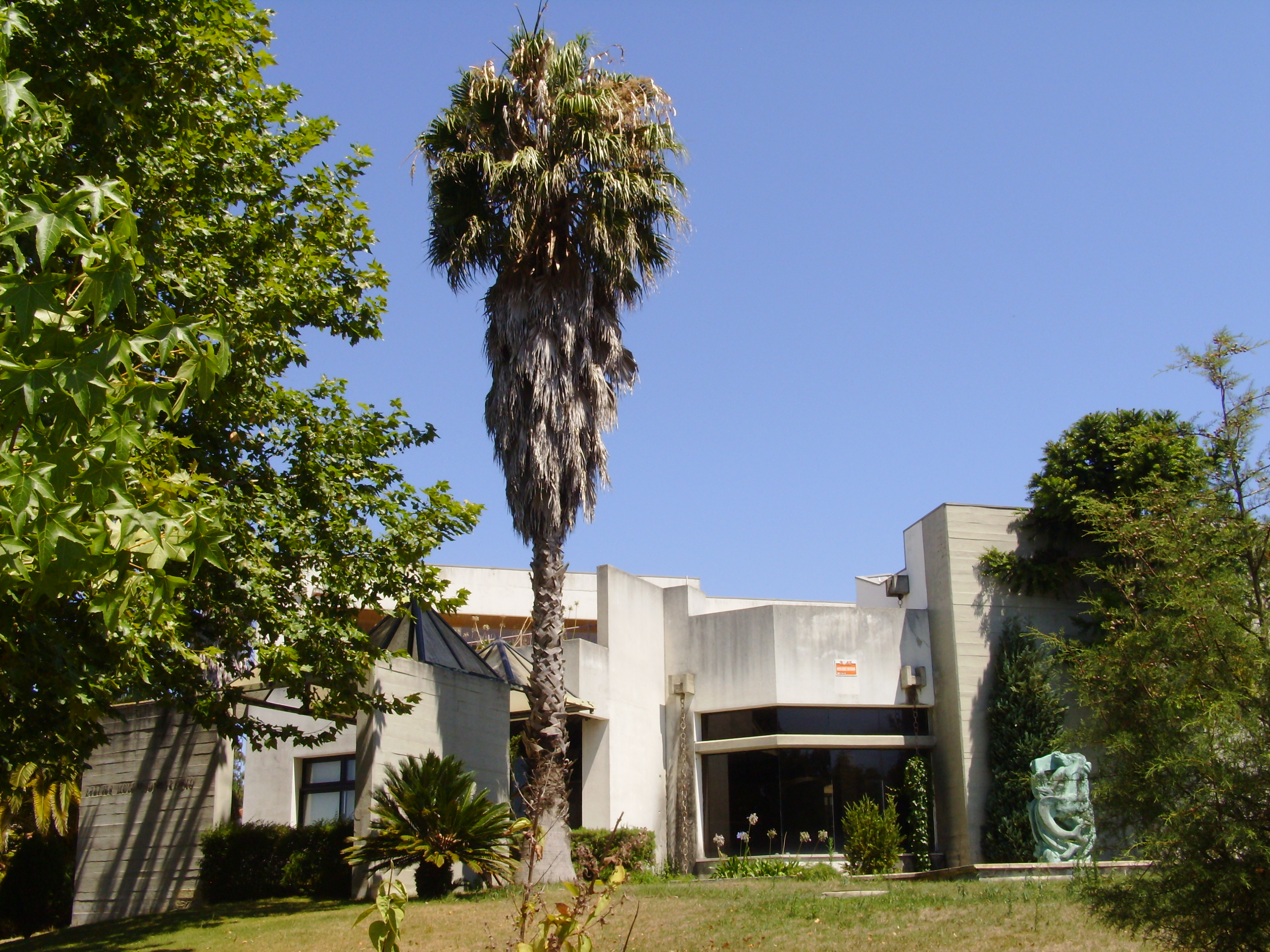
Das Museu João Fragoso
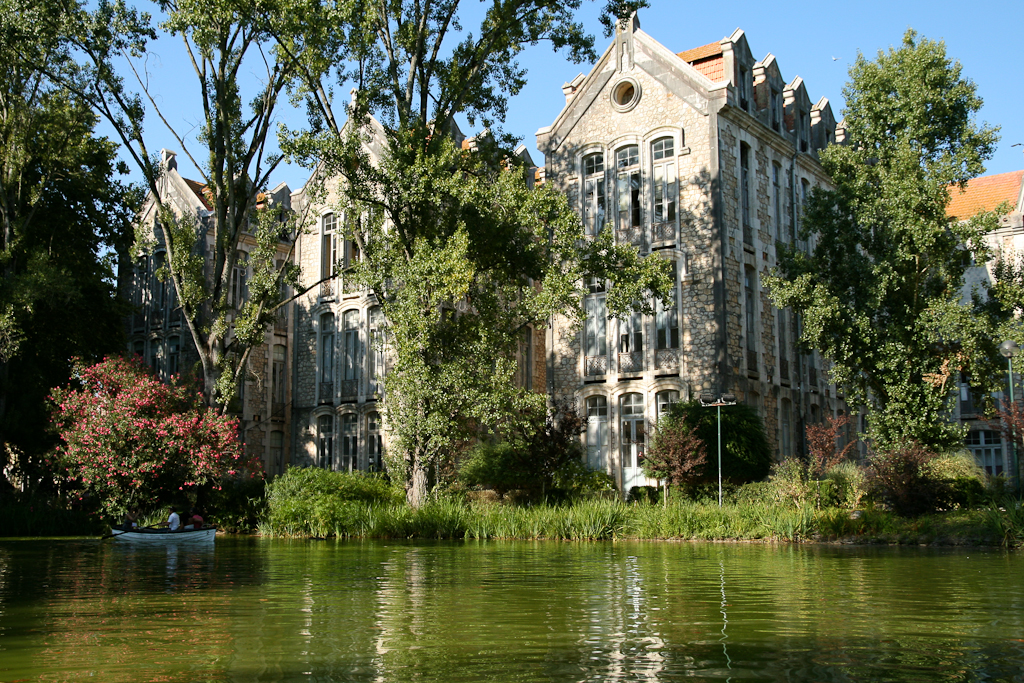
Im Stadtpark